# Kim (äpple)

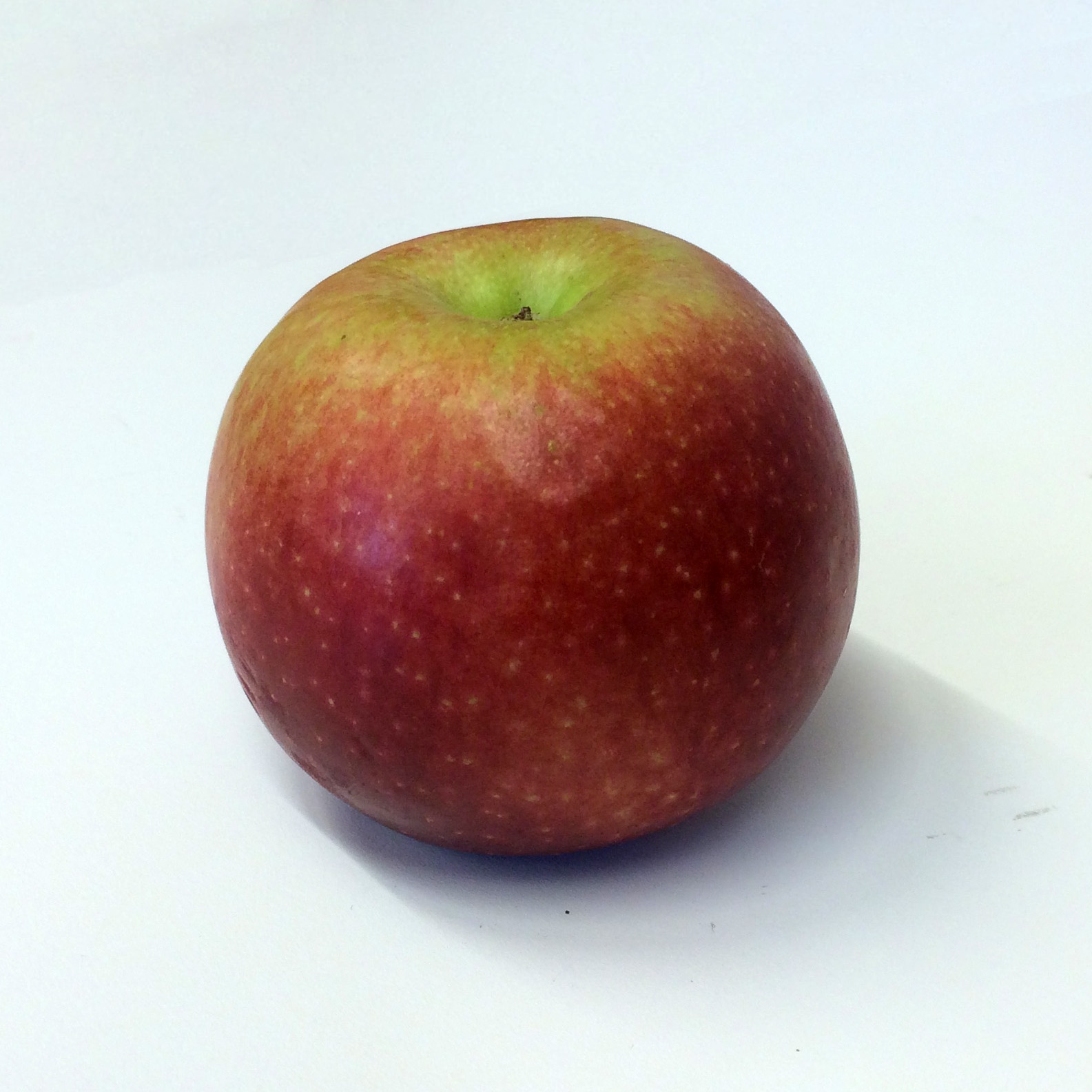
Äpple av sorten Kim. Fotograferat i samband med Nordiska museets äppelfestival i september 2014.

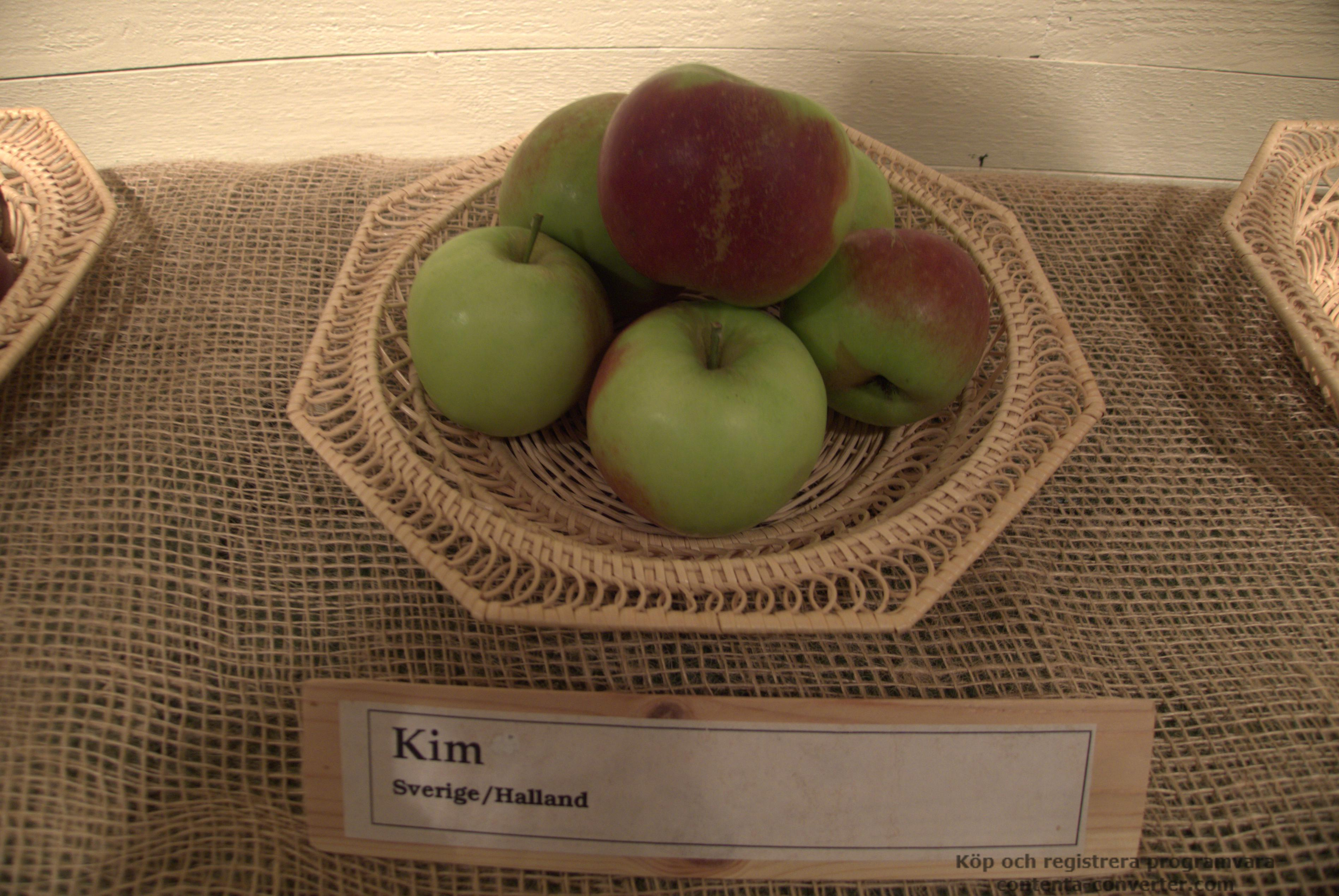
En korg med äpplen Kim.

Kim är en svensk äppelsort som vid växtförädlingsanstalten Balsgård på 70-talet korsats mellan Cortland och Ingrid Marie. Sorten är unik för Sverige och har fått sitt namn av föräldrasorternas initialbokstäver. 
Blomningen på detta äpple är medeltidig till medelsen, och äpplet pollineras av bland annat Alice, Aroma, Cortland, Ingrid Marie, Katja, Lobo, McIntosh, Mio, Oranie, Signe Tillisch, Summerred och Transparente Blanche. Köttet är fast med frisk smak. I handeln december – februari.
I Sverige odlas Kim gynnsammast i zon I-III.
Sorten ger relativt stora frukter och går fint att lagra och finns i butik mellan december och april. Äpplet liknar Ingrid-Marie mycket men är något mildare i smaken. Sorten har en lysande röd färg.